# هاروست

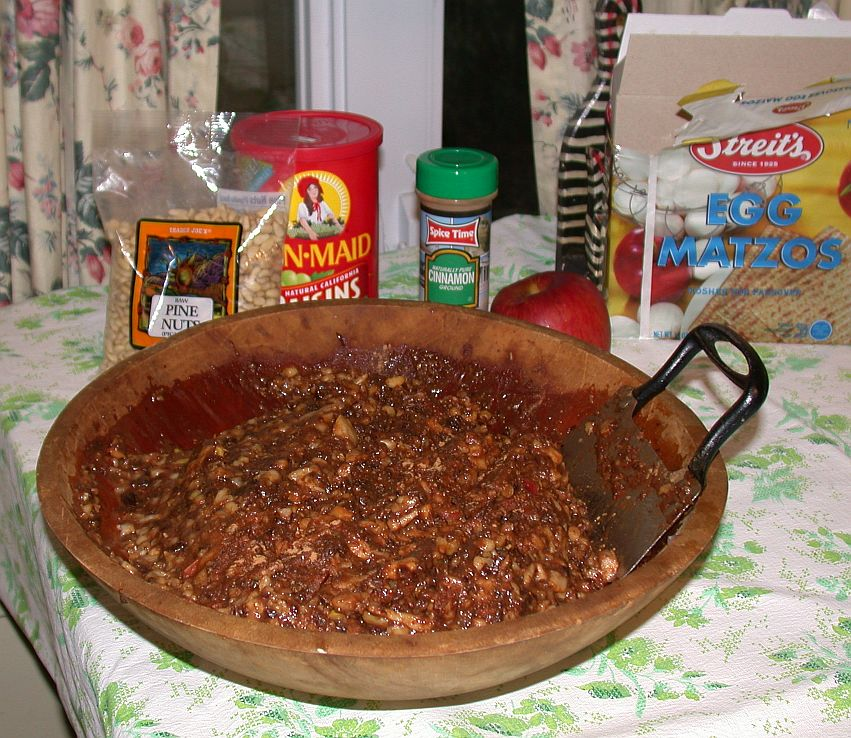
هاروست تهیه شده از از سیب، گلابی، کشمش، انجیر، آب پرتقال، شراب قرمز، دانه کاج و دارچین.

هاروست (انگلیسی: Charoset) یک نوع شیرینی تیره رنگ در آشپزی یهودی است که در تهیه آن از میوه و آجیل استفاده می‌شود.